# Roberta Pili
Roberta Pili (* 3. Dezember 1968 in Cagliari) ist eine italienische Pianistin, Autorin und Mentorin für polyphones Klavierspiel und Klangästhetik.

## Leben
Roberta Pili  wurde als erstes Kind in einer Musikerfamilie geboren und erhielt mit fünf Jahren ihren ersten Klavierunterricht von ihrem Vater. Bereits mit acht Jahren gewann sie erste Preise bei nationalen Jugend-Klavierwettbewerben in Italien.
Wenig später setzte sie ihre musikalische Ausbildung am Conservatorio G.P. da Palestrina in ihrer Heimatstadt fort, wo sie mit siebzehn Jahren ihren Abschluss mit Auszeichnung erhielt.
Meisterkurse folgten an der Accademia Musicale Chigiana in Siena, die ihr schließlich den weiteren Impuls gaben, das Klavierstudium an der Universität für Musik und darstellende Kunst in Wien fortzusetzen und ebendort abzuschließen.
Danach kam die Begegnung mit Dafydd Llywelyn in München. Er wurde ihr wichtigster musikalischer Mentor durch seinen prägenden Einfluss in Bezug auf die Tradition des polyphonen Klavierspiels.
2009 spielte sie in der Carnegie Hall die letzten fünf Klaviersonaten von Ludwig van Beethoven (Op. 101, Op. 106 "Hammerklaviersonate", Op. 109, Op. 110, Op. 111) an nur einem Konzertabend. Der gesamte Kartenerlös dieses Abends wurde der BCRF, The Breast Cancer Research Foundation, gegründet von Evelyn Lauder, zur Verfügung gestellt.
2011 spielte sie das gleiche Konzertprogramm ebenfalls Sogakudo Concert Hall in Tokio als Auftakt einer Konzerttournee in Japan.
2011 gastierte sie beim Lisztfestival Raiding mit dem Konzertprogramm Totentanz und an der Wiener Staatsoper mit dem Concerto en Re von Johann Sebastian Bach (choreographiert) für die Premiere der Ballettschule der Wiener Staatsoper.
Sie ist Gründerin und Präsidentin der Charles-Valentin Alkan Society of Vienna – Institut für polyphones Klavierspiel und Klangästhetik.
Roberta Pili lebt in Wien.

## Preise und Auszeichnungen
- 1988: Concorso pianistico internazionale Alessandro Casagrande Terni/Italien – 2. Preis (1. Preis nicht vergeben) und Sonderpreis „Maurice Ravel“[5]
- 1988: Elena-Rombro-Stepanow Klavierwettbewerb der Musikhochschule Wien – 1. Preis
- 1991: L. Bösendorfer Klavierwettbewerb in Wien – 1. Preis
- 1995: Internationaler Mozartwettbewerb Salzburg – 2. Preis
- 2010: Premio Navicella Sardegna in Castelsardo – Die renommierteste Preisverleihung in Sardinien für Persönlichkeiten, die sich in der Heimat und international ausgezeichnet haben.[6]

## Diskografie
- 2008: Album Mirrors, erschienen unter dem eigenen Label RPPR - Roberta Pili Piano Records®